# José Roberto Figueroa
José Roberto Figueroa, deportivamente conocido como Macho, (Olanchito, (Yoro); 14 de noviembre de 1958-San Francisco (California); 24 de mayo de 2020), fue un futbolista hondureño.
Tras el fallecimiento del mito murciano la puerta número 9 del Estadio Enrique Roca de Murcia lleva su nombre.

## Trayectoria
José Roberto Macho Figueroa Padilla se caracterizó no tanto por la certeza de sus disparos, sino por la violencia con la que le pegaba al balón. Fue por ello que se le consideró un verdadero terror para los arqueros.
Figueroa fue parte del Club Deportivo Vida desde 1977 hasta 1982, donde anotó una veintena de goles. Fue durante su participación en el equipo de La Ceiba donde comenzó a ser convocado a las diferentes selecciones nacionales.
El Macho también fue partícipe de la clasificación nacional rumbo a España 1982, y rumbo a México 1986, donde no se logró clasificar.
Después de su participación con Honduras en el mundial del ’82, sus servicios fueron adquiridos por el Real Murcia de la Segunda División española. A fuerza de goles, Figueroa contribuyó para que su equipo retornara a la Primera División.
Su debut en Primera fue contra la Real Sociedad donde tuvo una buena tarde anotando dos goles. Marcó once goles en cada una de las dos temporadas que disputó en Primera. Un hat trick que le hizo al Málaga en la tercera jornada de la temporada 1984/1985 le supuso llegar a encabezar la lista de máximos goleadores de la categoría. Con el paso del tiempo, 'El Macho' con sus goles se convirtió en uno de los jugadores más importantes de la historia del Real Murcia.
Después de su paso por Murcia, Figueroa pasó a formar parte del Hércules de Alicante en 1986, para luego retornar a Honduras y participar con el Club Deportivo Motagua, donde tuvo una breve y modesta participación, anotando únicamente dos goles. Su último equipo en el exterior fue el Club Sport Cartaginés de Costa Rica, donde militó durante el primer semestre de 1989. Con el club brumoso, jugó sólo 15 partidos y concretó cuatro goles. Después de su retiro con el Vida de Honduras en 1990 emigró a los Estados Unidos, donde residió hasta su muerte, a los 61 años, el 24 de mayo de 2020 en San Francisco, California, a causa de un infarto.

### Homenaje
Con motivo del último partido que el Real Murcia disputó en el viejo estadio de La Condomina en noviembre de 2006 ante el Polideportivo Ejido, la televisión autonómica de la región de Murcia (7RM) decidió hacer un homenaje a los jugadores más emblemáticos de su historia. Fue por ello que invitaron entre otros a Roberto Macho Figueroa.
Al hondureño, uno de los máximos anotadores de la historia del Murcia con 53 goles en partidos oficiales, se le dio la distinción, junto al brasileño Guina, de llevar a cabo el saque de honor. 
Al final del homenaje el Macho entre lágrimas declaró: "Es una sensación muy bonita, que hacía mucho tiempo que no la sentía y es una cosa que se lleva por dentro. Quería venir porque es una sensación que hacía mucho tiempo que no tenía."[cita requerida]

## Selección nacional
Roberto Figueroa fue internacional con la Selección de fútbol de Honduras en muchas oportunidades, llegando a ser por algún tiempo, uno de los máximos artilleros de la representación hondureña.

### Participaciones en Copas del Mundo
| Mundial                        | Sede   | Resultado    |
| ------------------------------ | ------ | ------------ |
| Copa Mundial de Fútbol de 1982 | España | Primera fase |

## Clubes
| Club        | País       | Año       |
| ----------- | ---------- | --------- |
| Vida        | Honduras   | 1977-1982 |
| Real Murcia | España     | 1982-1986 |
| Hércules    | España     | 1986-1988 |
| Motagua     | Honduras   | 1988      |
| Cartaginés  | Costa Rica | 1989      |
| Vida        | Honduras   | 1989-1990 |